# Avalovara

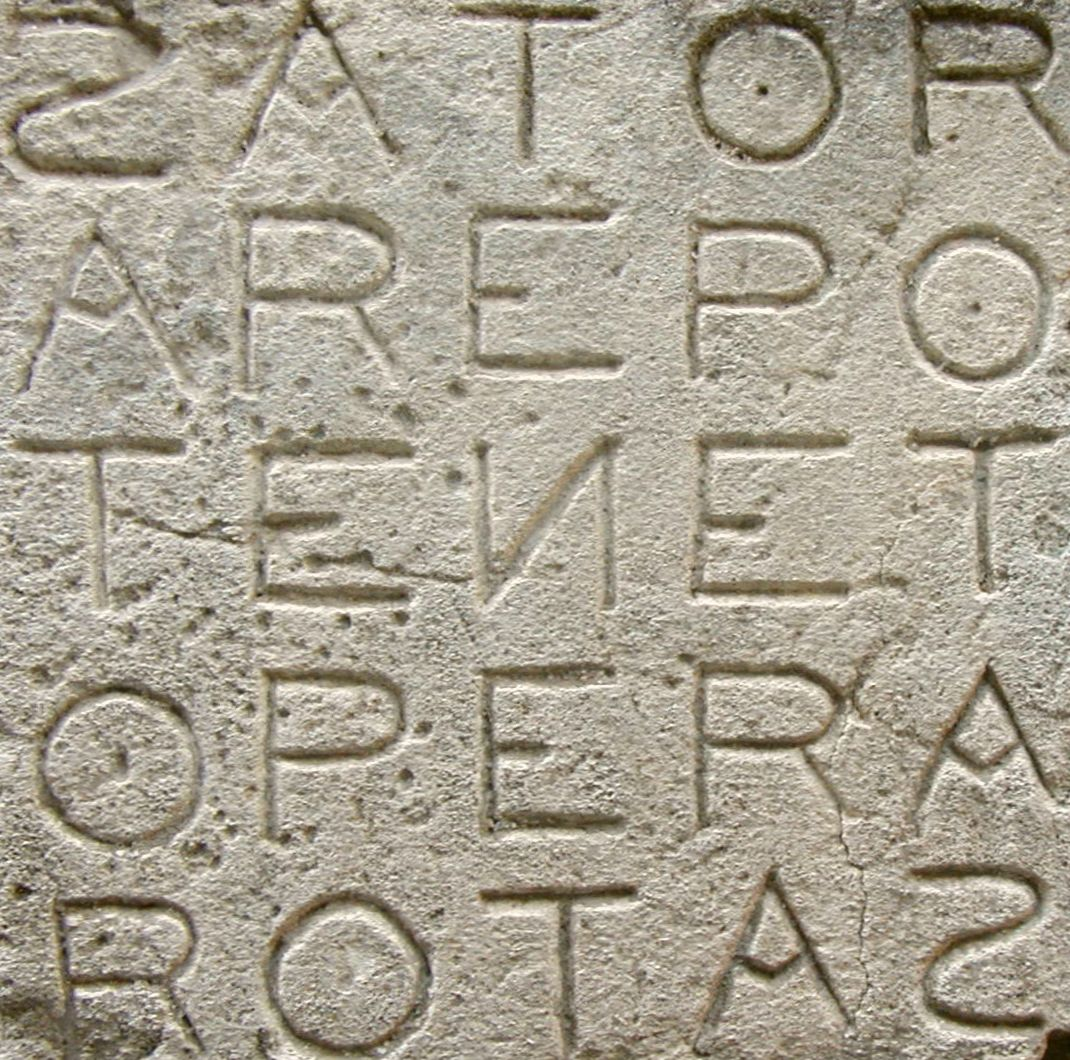
Quadrado Sator

Avalovara é um romance brasileiro de 1973, escrito por Osman Lins e com primeira edição publicada pela editora Melhoramentos. É considerado a obra-prima do escritor pernambucano, pelo equilíbrio entre a investigação formal e a abordagem das questões humanas.
A obra baseia a sua estrutura e o seu enredo no Quadrado Sator. O romance atribui a criação do palíndromo SATOR AREPO TENET OPERA ROTAS a um escravo de Pompeia, Loreius. Para obter sua liberdade, ele compõe o quadrado mágico, atendendo a um desafio do seu amo. No entanto, revela o segredo a uma cortesã, que o trai.
O tema de Loreius em sua busca da liberdade se alterna com a história de Abel, um jovem escritor brasileiro que busca seu amor em diversos lugares do Brasil e da Europa. Ao mesmo tempo, Abel tenta compreender a relação entre o artista e a obra, numa possível interpretação da frase inscrita no quadrado - "O criador mantém cuidadosamente o mundo em sua órbita".
As narrativas se intercalam, explorando os formatos do quadrado e da espiral. Segundo o próprio autor, essa organização foi a sua forma de refletir sobre "a transição do caos ao cosmos”. Lins também povoa a obra de referências a clássicos literários como A divina comédia, de Dante Alighieri, Werther, de Goethe, Moby Dick, de Herman Melville, e La modification, de Michel Butor. O título da obra é derivado do bodhisattva budista Avalokiteshvara (Avalokiteshvara), que simboliza a compaixão de todos os budas e é tradicionalmente representado como tendo mil braços. No livro, Avalovara é referenciado como sendo um pássaro feito de pássaros.
O romance foi traduzido para inglês, francês, espanhol, italiano e alemão.